# Horka nad Moravou
Horka nad Moravou (en allemand : Horke) est une commune du district et de la région d'Olomouc, en République tchèque. Sa population s'élevait à 2 640 habitants en 2023.

## Géographie
Horka nad Moravou est arrosée par la Morava et se trouve à 6 km au nord-nord-est du centre d'Olomouc, à 79 km à l'ouest-sud-ouest d'Ostrava et à 205 km à l'est-sud-est de Prague.
La commune est limitée par Štěpánov au nord, par Olomouc à l'est, par Křelov-Břuchotín au sud, par Skrbeň à l'ouest, et par Příkazy et Střeň au nord-ouest.

## Histoire
La première mention écrite de la localité date de 1271.

## Galerie

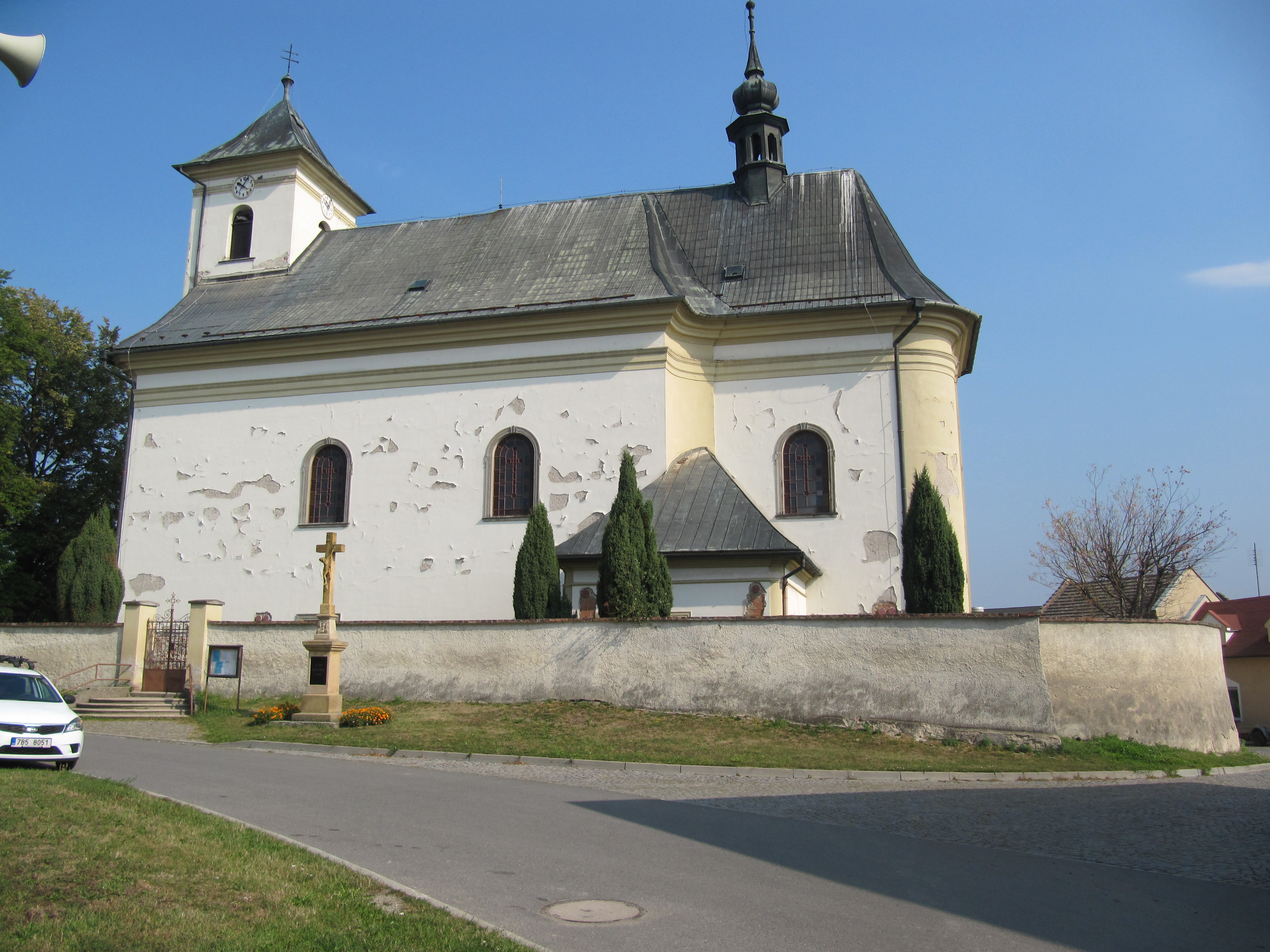
Église Saint-Nicolas.
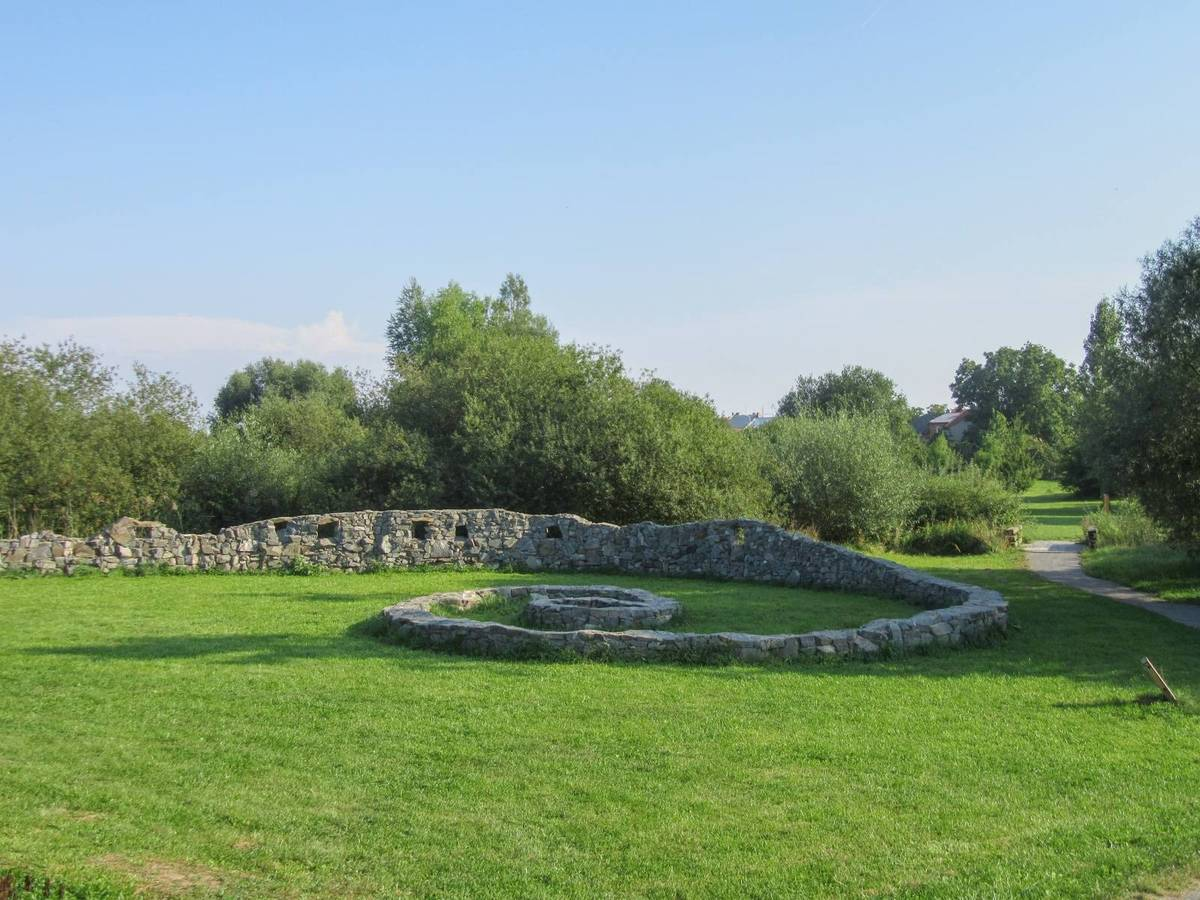
Land art à Horka nad Moravou.

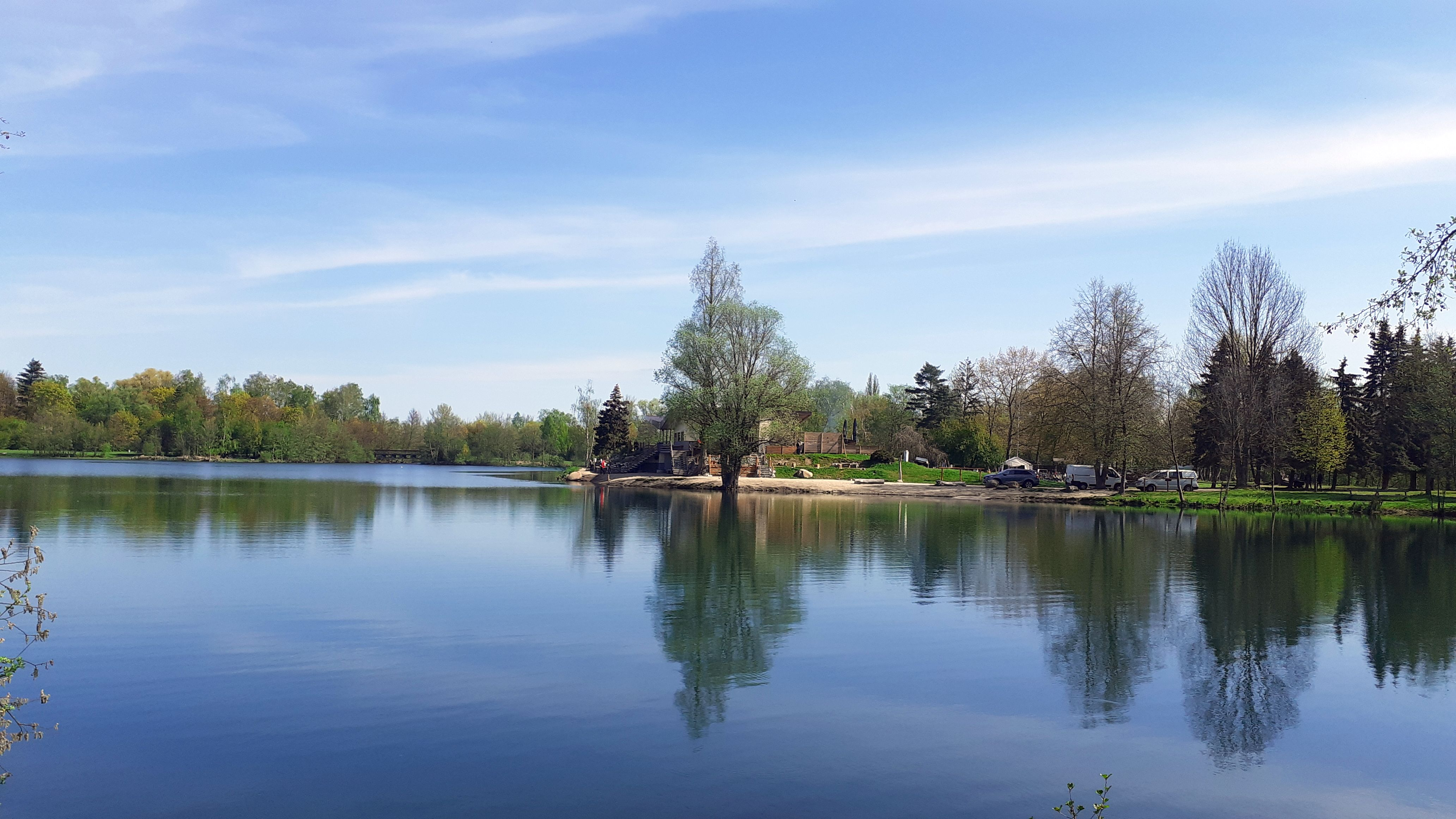
Lac Poděbrady .
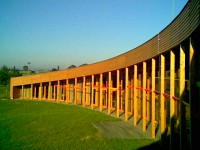
Centre d'éducation écologique de Sluňákov.

## Transports
Par la route, Horka nad Moravou se trouve à 7 km d'Olomouc et à 239 km de Prague.